# Marija Šestak
Marija Šestak (rojena Martinović), slovenska atletinja srbskega rodu, * 17. april 1979, Kragujevac, Srbija, tedaj Socialistična federativna republika Jugoslavija.
Leta 2000 je za Srbijo in Črno goro nastopila v troskoku na Poletnih olimpijskih igrah v Sydneyju, kjer je osvojila 22. mesto v kvalifikacijah in se ni uvrstila v nadaljnje tekmovanje. 
Osem let kasneje je za Slovenijo nastopila na Poletnih olimpijskih igrah v Pekingu, kjer je z novim osebnim in slovenskim rekordom (15,03 m), osvojila šesto mesto. Na svetovnih prvenstvih je najboljšo uvrstitev dosegla leta 2007, ko je prvotno osvojila peto mesto, toda po diskvalifikacijah zaradi dopinga je napredovala do bronaste medalje, ki jo bo uradno prejela ob Svetovnem prvenstvu 2019. Na svetovnih dvoranskih prvenstvih je osvojila srebrno medaljo leta 2008, kot tudi na evropskih dvoranskih prvenstvih leta 2009.
Njen osebni in slovenski rekord (v dvorani) znaša 15,08 m, dosežen 13. februarja 2008 v Atenah. S skokom 14,52 m ima tudi rekord Srbije.
Poročena je z atletom Matijo Šestakom.